# Basis pursuit
Basis pursuit je optimalizační problém ve tvaru:
{\displaystyle \min _{x}\|x\|_{1}\quad {\mbox{vzhledem k}}\quad y=Ax,}
kde vektor x délky N je řešení problému, vektor y délky m jsou pozorovaná data a matice A o rozměrech m×N, M < N, je tzv. měřicí matice.
Tato optimalizační metoda je používána k hledání řídkých řešení nedourčených soustav lineárních rovnic, za předpokladu dostatečné řídkosti vektoru x řešení tohoto problému odpovídá řešení {\displaystyle l_{0}}-optimalizace (viz komprimované snímání).